# Канал Дунав — Морава — Вардар — Егејско море
Канал Дунав — Морава — Вардар — Егејско море или Балкански канал је пројекат изградње канала између река Јужне Мораве и Вардара, као и ширења тих река и Велике Мораве како би се повезали Дунав и Егејско море кроз Грчку, Северну Македонију и Србију. Пројекат је део иницијативе Појас и пут.

## Историја
Средином 19. века, појављује се интерес за коришћење долине Мораве за превоз робе. Године 1860, Француска у договору са краљем Миланом Обреновићем остварује права на коришћење Мораве за превоз робе на 30 година, одлуку на коју је Русија протествовала. Договор је пропао јер Француска није могла да гарантује сигурност за улагање у пројекат. Године 1893. Аустро-Угарска оснива Одељење за истраживање и изградњу канала у интересу изградње Балканског канала. Идеја се поново појављује 1879. у књизи Морава Анте Алексића. Балкански канал је 1907. године америчка компанија из Њу Џерзија са пројектом Николе Стаменковића, професора са Универзитета у Београду, који је објављен на српском језику 1900. године, а на енглеском 1932. Пројекат оживљава 1961. године када је Институт за речни саобраћај из Београда припремио прелиминарни дизајн за речни пут Дунав-Солун, а анекс пројекта је представљен 1973. за канал Вардар-Морава. Идеја је поново оживела средином 2010-их.

## Пројекат
Пројекат треба да изведе предузеће Gezhouba Group. Балкански канал је део кинеске иницијативе Појас и пут, пројекат оживљавања Пута свиле. Изградњом канала, роба не би морала да иде кроз Гибралтарски или Босфорски мореуз како би стигла до Низоземске.